# Pànope

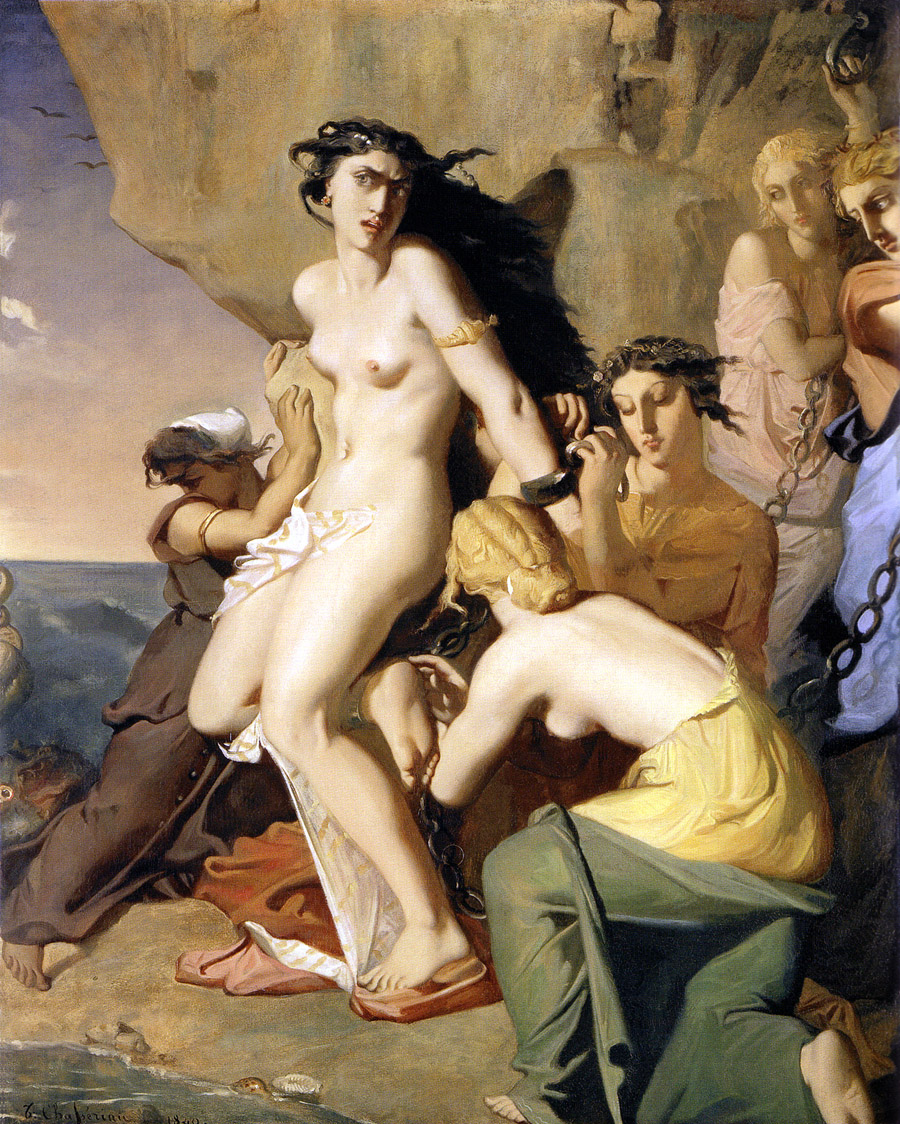
Andròmeda encadenada a la toca per les nereides.

Pànope (en grec antic Πανόπη) va ser una de les cinquanta Nereides, filla de Nereu, un déu marí fill de Pontos, i de Doris, una nimfa filla d'Oceà i de Tetis. Tenia un únic germà, Nèrites.
És una de les dotze nereides que apareixen a les llistes dels quatre autors que en donen els noms: Homer, Hesíode, Apol·lodor i Gai Juli Higí.
Homer diu que va ser una de les trenta-dues nereides que van pujar des del fons de l'oceà per arribar a les platges de Troia i plorar, juntament amb Tetis la futura mort d'Aquil·les
Gai Valeri Flac diu que era una de les nereides que acompanyaven Tetis, la nereida mare d'Aquil·les, quan es va casar amb Peleu. Virgili diu que Pànope era una de les nereides que formaven part del seguici de Posidó.
Va donar nom a un asteroide, (70) Panopea.